# 토크마카크
토크마카크 또는 토크원숭이, 토쿠원숭이(Macaca sinica)는 긴꼬리원숭이과에 속하는 영장류의 일종이다.

## 특징
털은 붉은 갈색을 띠며, 스리랑카가 원주지로, 현지에서는 "릴레와"(Rilewa) 또는 "릴라와"(Rilawa, 옥스포드 영어사전에는 Rillow)라고 알려져 있다. 근연 관계에 있는 보닛마카크의 보닛처럼, 머리 위의 토크(toque) 모양의 소용돌이 머리털 때문에 토크마카크라 이름 지어졌다. 때로는 20 마리까지 군집 생활을 하며, 3종의 아종으로 나뉘어 발달했다. 머리와 몸길이가 35-55cm이고, 꼬리 길이는 40-60cm이며, 몸무게는 8.4 kg 정도이다. 머리위에 검은색 둥근모양의 털이 나 있어 마치 둥근모자(Toque)를 쓴것처럼 보인다.
서식지에 따라 다소 형태의 차이가 있으나 한결 같이 매우 굶주린듯 사지가 가늘고 몸체가 작다. 토크마카크 무리들은 수많은 고대 사찰들이 있는 문화삼각지대에서 흔히 볼 수 있으며, 여기서는 사람들에게 "절원숭이"라는 별명으로 불린다. 천적은 표범, 고기잡이삵, 개, 인도비단뱀 다.

## 아종
- 건조지대토크마카크 (Macaca sinica sinica)
- 습윤지대토크마카크 (Macaca sinica aurifrons)